# Vilan
Vilan to szczyt pasma Rätikon w Alpach Retyckich. Leży we wschodniej Szwajcarii, w kantonie Gryzonia. Ze szczytu rozciąga się wspaniała panorama; widać między innymi Churfirsten, Piz Bernina, Piz Kesch, Piz Linard i Ringelspitz. Szczyt leży w pobliżu miejscowości Maienfeld i Malans.